# Ultimate++
Ultimate++ (известен также как U++ и UPP) — кросс-платформенный инструментарий разработки ПО на языке программирования C++. Целью U++ является уменьшение сложности типичных десктопных приложений за счёт интенсивного использования особенностей C++. Работает под Linux/X11, BSD/X11, Windows и, начиная с версии 2019.1 macOS. Поддержка разработки для Android находится в состоянии разработки.
Проект развивается с 1999 года, ядро Ultimate++ team составляют чешские программисты.

## Особенности

### Состав и назначения фреймворка
Представляет собой фреймворк, призванный не только обеспечить быструю разработку GUI-приложений, но и, в идеале, заменить все сторонние библиотеки и инструменты для C++, включая даже STL (роль которой в U++ выполняет библиотека NTL — New Template Library). Этим Ultimate++ похоже на Qt, хотя идёт в данном направлении ещё дальше. Однако UPP, в отличие от Qt, не расширяет C++ с помощью нестандартных макрообработчиков исходного текста, все высокоуровневые средства этого фреймворка, выглядящие как расширения языка C++, выполнены за счёт стандартных механизмов вроде шаблонного метапрограммирования и макросов. Это даёт возможность использовать при создании интерфейса механизм шаблонов, что позволяет добиться компактного и легко читаемого кода. По лаконичности код, написанный с использованием U++, напоминает современные скриптовые языки «сверхвысокого уровня».
В состав Ultimate++ входят следующие библиотеки:
- Core — работа со строками, датами и временем, библиотека контейнеров NTL (аналог STL), обратные вызовы, поддержка многопоточности, работа с XML и т. д.;
- Draw — базовые графические операции, включая обработку растровых изображений.
- CtrlCore — ядро GUI-приложений, обеспечивающее отображение окон, передачу событий, обработку логических координат и т. п.;
- CtrlLib — собственно, библиотека виджетов;
- RichText — работа со сложным форматированным текстом, включая импорт/экспорт в RTF и HTML.
- SQL — функции для работы с SQL-запросами, интерфейсы к СУБД SQLite 3, MySQL, PostgreSQL, MS SQL, Oracle;
- Esc — встраиваемый интерпретатор скриптового языка;
- Web — функции работы с сетью и интернетом;

- и инструменты:

- BLITZ-build — система автоматизации сборки (компиляции) приложений;
- TheIDE — интегрированная среда разработки с визуальным редактором компоновки виджетов;
- Topic++ — генератор документации;
- Assist++ — система анализа, автодополнения и оптимизации кода.

Все эти компоненты рассчитаны на совместное использование и не предназначены для работы по отдельности. Ultimate++ использует специфическую организацию кода в виде так называемых «пакетов», поэтому разработка с Ultimate++, но без использования TheIDE вряд ли[уточнить] возможна на практике.

### Организация исходных текстов
Работа с исходными текстами в U++ происходит в категориях пакетов (идея, привычная разработчикам на Delphi или Lazarus), а не разрозненных библиотек и исходных файлов. Технически пакет — это просто содержащий исходные коды отдельный каталог, в котором также находится файл-описание с расширением upp. .upp-файлы обновляются IDE автоматически и являются аналогами make-файлов с описанием зависимостей и флагов компиляции.
При подключении пакета к проекту IDE установит необходимые пути и флаги для компилятора автоматически. Сам проект также является пакетом, который можно подключить к другим проектам-пакетам. Несколько пакетов объединяются в «гнездо» (nest), а гнезда — в коллекции (assemblies).
TheIDE размещает все созданные в нём программы в общее глобальное дерево пакетов. Корень дерева пакетов выбирается пользователем при первом запуске IDE, а все его программы будут храниться только в подкаталогах этого каталога.

### Особенности работы с виджетами
Главным отличием от других библиотек аналогичного назначения является то, что все виджеты как правило создаются статически, как обычные переменные-члены класса (хотя сохраняется и возможность динамическое создания виджетов). Существуют особые типы полей ввода для вещественных и целых чисел. Например виджеты окна программы-калькулятора могут быть описаны так:
```
class
 
MyWindow
 
:
 
public
 
TopWindow
 
{

public
:

    
EditDouble
 
val1
,
 
val2
;
 
// Поля ввода для операндов

    
Label
 
l1
,
l2
;
           
// Подписи для полей ввода

    
DropList
 
operation
;
    
// Выпадающий список операций

    
Label
 
l3
;
              
// Подпись для списка

    
Button
 
compute
;
        
// Кнопка «вычислить»

    
Label
 
result
;
          
// Надпись для результата

```

Затем, при размещении виджетов вручную, мы должны расположить в окне программы с помощью функции Add(widget) (пример её использования см. в разделе Hello World).
На самом деле объекты поддержки виджетов существуют в динамической памяти, но они скрыты из области видимости и создаются и уничтожаются автоматически, мы оперируем только с их статическими «обёртками». Это позволяет избавиться от ручного управления памятью, вы уже не сможете организовать утечку памяти, забыв написать delete. Хорошая практика программирования с Ultimate++ — никогда не использовать указатели для управления ресурсами. Для управления наборами данных переменного размера или полиморфного типа, используются контейнеры NTL. «Умных указателей» (типа boost::shared_ptr), в NTL нет, они не нужны и считаются плохой практикой. Такой подход к управлению памятью в C++ хорошо зарекомендовал себя, практически не уступая сборке мусора по удобству использования и превосходя её по производительности и детерминированности поведения программы.
Любой виджет в U++ имеет некое «естественное» значение. Так, для поля ввода значением будет введённый текст, для списка – выбранный элемент, для кнопки – функция-обработчик её нажатия. Для получения значения виджета служит оператор ~widget (возвращает значение вариантного типа Value), а для установки – оператор widget <<= значение. Чтобы установить в качестве значения виджета, такого как кнопка, функцию обработчик, нужно «обернуть» имя соотв. функции-члена класса в макрос THISBACK().
В большинстве GUI-библиотек, таких как Qt, каждый виджет хранит список указателей на своих потомков, т. е. иерархия виджетов является свойством экземпляров виджетов и не зависит от порядка их определения в теле класса. В Ultimate++ же иерархия определяется исключительно на уровне классов — каждый виджет-контейнер, содержащий другие виджеты определяется как класс, членами которого являются все вложенные виджеты.

### Использование Layout Editor
Существует альтернатива ручному размещению виджетов в конструкторе окна — визуальный редактор компоновок (Layout Editor). Компоновки созданные в нём представляют собой корректные с точки зрения C++ include-файлы, использующие специальные макросы и имеющие расширение .lay. Для работы с компоновками мы должны подключить к нашему C++ файлу библиотеку заголовков lay.h, которая автоматически подключает файл-компоновки заданный c помощью директивы #define LAYOUTFILE.
```
#define LAYOUTFILE <demo/demo1.lay>

#include
 
<CtrlCore.h>

```

Если компоновка называется, к примеру main, то для её подключения к классу главного окна программы надо объявить его как
```
class
 
MyWindow
 
:
 
public
 
Withmain
<
TopWindow
>
 
{

```

где Withmain — шаблонный класс, автоматически созданный макросами lay.h на основании lay-файла. Используется шаблона, а не простой класс или структура, благодаря чему как базовый класс вы можете использовать не только диалоговое окно (TopWindow) но и любой тип виджета.
Чтобы разместить виджеты окна согласно компоновке, в начало конструктора файла надо добавить вызов
```
CtrlLayout
(
*
this
);

```

Такой подход к визуальному редактированию интерфейса позволяет статически компилировать файлы компоновки, а не интерпретировать их во время работы программы, как это делают многие GUI инструменты, что ведёт к повышению быстродействия созданных в Ultimate++ приложений.
Однако, редактор компоновок не является полноценным визуальным редактором интерфейса, таким как QtDesigner или Glade. Он лишь позволяет задать имена и относительные положения виджетов одного уровня иерархии. Все свойства виджетов (кроме простейших, вроде надписи на кнопке) и логика их взаимодействия прописываются в коде программы.

## Примеры

### Минимальное приложение
```
#include
 
<CtrlLib/CtrlLib.h>

using
 
namespace
 
Upp
;

GUI_APP_MAIN
 

{

}

```

### Создание окна
```
#include
 
<CtrlLib/CtrlLib.h>

using
 
namespace
 
Upp
;

class
 
MyWindow
 
:
 
public
 
TopWindow
 
{

public
:

    
MyWindow
()
 
{

        
Title
(
"Hello world!"
);

        
MinimizeBox
();

        
MaximizeBox
();

        
Sizeable
();

        
SetRect
(
0
,
 
0
,
 
300
,
 
300
);
 

    
}

};

GUI_APP_MAIN

{

    
MyWindow
().
Run
();

}

```

### Hello World
В следующем примере создаётся (без использования визуального редактора) приложение с кнопкой «HelloWorld».
```
#include
 
<CtrlLib/CtrlLib.h>

using
 
namespace
 
Upp
;

class
 
MyApp
 
:
 
public
 
TopWindow
 
{

    
typedef
 
MyApp
 
CLASSNAME
;

public
:

    
MyApp
()
 
{

        
Title
(
"Hello world"
);

	    
button
.
SetLabel
(
"Hello world!"
);

	    
button
 
<<=
 
THISBACK
(
Click
);

 	    
Add
(
button
.
HSizePos
(
100
,
 
100
).
VSizePos
(
100
,
 
100
));

    
}

    

private
:

    
void
 
Click
()
 
{

        
if
(
PromptYesNo
(
"Button was clicked. Do you want to quit?"
))

	        
Break
();

    
}

    
Button
 
button
;

};

GUI_APP_MAIN

{

    
MyApp
().
Run
();

}

```

### Более сложный пример
В разделе Comparisons официального сайта вы сможете найти примеры создания на U++ достаточно сложной формы и сравнить её с реализацией аналогичной функциональности на Qt, wxWidgets и Java/Swing.